# へるめす
『へるめす』は岩波書店が1984年に創刊した文化的・学問的な話題を扱う総合雑誌である。

## 概要
1984年12月3日、季刊誌として創刊。磯崎新、大江健三郎、大岡信、武満徹、中村雄二郎、山口昌男が編集同人となり、編集長を大塚信一（後に岩波書店社長）が務めた。
『へるめす』は1981年〜1982年にかけて岩波書店より刊行された「叢書文化の現在」（全13巻）の企画の延長上で創刊された。編集同人6人はいずれも同叢書の編集委員であった。
第18号（1989年3月）までは季刊誌だったが、19号（1989年5月）から隔月刊行となった。第50号（1994年7月）刊行をもって編集同人体制に終止符を打ち、1997年7月に刊行した第67号をもって終刊となった。

## 内容
創刊意図
編集同人の連名による「『季刊へるめす』の創刊にあたって」という創刊の辞では思想家・林達夫が、臨機応変に時代・時間を逆行したり、横すべりする歴史家をギリシャ神話のヘルメスになぞらえて語った言葉を引用したうえで、「知の地殻変動のなかで、新しい文化の胎動を呼び起こすべく」季刊誌をつくり、「この新しい雑誌をつうじて、（注:ヘルメスのように）自分たちの領域を超えたひろがりを行き来する使者の役割をはたしたいし、お互いに隔絶している人びと間の媒介者の役割をはたしたいと思います。なにより多様な人びとの伸びのびとしたパフォーマンスの舞台をつくりだすことが、われわれの希望するところです」とした。
編集後記では「複雑な様相を呈する現代文化を風俗の次元まで含めてトータルに把握し、新しい知の方向を見極めつつ、真に豊かな文化創造の可能性をさまざまなアプローチで探る」ことが創刊の意図であるとされた。
表紙・グラビア
創刊号からの表紙のデザインは、イラストレイター黒田征太郎の鳥の絵が使われて、第18号まで続いた。巻頭のカラー・グラビアは磯崎新の「ポスト・モダニズムの風景」で、世界の建築家やアーティストのイラストレーションなどに磯崎の論考が付された（創刊号は建築家ザハ・ハディドであった）。
記事・誌面構成
創刊号における編集同人の記事は、論考が山口昌男「ルルの神話学ー地の精霊論」、中村雄二郎「場所・通底・遊行ートポス論の展開のために」、創作が大江健三郎の小説「浅間山荘のトリックスター」（林達夫の思い出が綴られている）、大岡信の組詩「ぬばたまの夜、天の掃除器せまってくる」であった。山口は後に「知の即興空間」という連載をする。中村は後に「かたちのオデッセイ」という連載をする。大江は後に『M/Tと森のフシギの物語』『キルプの軍団』『治療塔』『治療塔惑星』を連載する。
初期の誌面構成は、「Decoding Culture」と題された時事的な話柄を扱って社会・風俗の解読をする対談、「戦後日本文化の神話と脱神話」と題された文化をめぐる対論、「都市とトポスへの視点」と題された都市論、「フェミニズムの地平」と題したフェミニズムをめぐる論考、四つの企画を主軸とした。（それぞれシリーズの初回掲載から五つ目までの記事を挙げる）
- 「Decoding Culture」
  - 河合隼雄、前田愛「歌舞伎町から三浦さんまでー性風俗と現代社会」
  - 井上ひさし、R・パルバース「世紀末のガイジンー日本人の異文化理解をめぐって」
  - 中村雄二郎、矢川澄子、山中康祐「子供たちが見えないー教育するとはどういうことか」
  - 宇沢弘文、C・W・ニコル「スポーツ全盛時代ー人間にとって健康とはなにか」
  - 別役実、宮本忠雄「犯罪万華鏡ーテロリズムの日常化」
- 「戦後日本文化の神話と脱神話」
  - 井上ひさし、大江健三郎、筒井康隆「ユートピア探し物語探しー戦後の文学をどう考えるか」
  - 江沢洋、中村雄二郎、村上陽一郎、米本昌平「科学とテクノロジーの変貌ーその人間・文化にとっての意味」
  - 高橋悠治、武満徹「日本の現代音楽ー過去・現在・未来」
  - 磯崎新、宮内康「建築と国家」
  - 宇佐美圭司、大岡信、武満徹、松浦寿夫「前衛とはなにかー瀧口修造と戦後芸術」
- 「都市とトポスへの視点」
  - 磯崎新、大岡信、多木浩二「都市論の現在」
  - 川本三郎「ユートピアとしての都市の暗がりー子どもの視覚から」
  - 伊藤俊治「ジオラマ都市」
  - 青木保「ヌワラ・エリヤー時間に沈んだアジアのリゾート地」
  - 内藤昌「名所のトポスー歴史における都市の活性」
- 「フェミニズムの地平」
  - 上野千鶴子「ジェンダーの文化人類学」
  - 伊藤俊治 「女たちの女探しー写真を撮る二〇世紀の女たち」
  - 宮迫千鶴「都市型社会のフェミニズムーあるいは”ゴーマン・リブ”よさようなら」
  - 玉野井芳郎「人間におけるジェンダーの発見ー女、そして男の世界」/足立真理子「自然領有と女性ー労働と記憶と語ること」
  - 富山太佳夫「フェミニズムから文学批評へ」

編集同人以外に、巻頭巻末の主要論考の執筆者に、中井久夫、前田愛、多木浩二、坂部恵、赤瀬川原平、河合隼雄などがいた。第4号から、「Guest From Abroad」というコーナーができて、
フレデリック・ジェフスキー、レーモンド・マリー・シェーファー、ルイ・マラン、ナム・ジュン・パイク、ミヒャエル・エンデ、ジョン・ケージ
などが登場した。
コラム欄が三つ設けられた。
- 「言葉のパーフォーマンス」は毎号、それぞれのタイトルで次の論者が連載執筆した（高松次郎（色）・篠田正浩 （ことば）・吉原すみれ （光）・宇佐美圭司 （面）・浅見真州 （音）・杉浦康平 （身体）・鈴木志郎康 （線）・間宮芳生（声)）。
- 文化的な話題を扱う「表現とメディア」の創刊号の執筆者は以下であった（如月小春「都市民族は歌うか」、瀬尾育生「謎のブルートレイン」、小野耕世「ターザンの光と影」、南伸坊「らくだのモモヒキ」、水木しげる「目にみえないものを見る」）。
- より学問的なことを扱う「知の方位」の創刊号の執筆者は以下であった（花村誠一「比類ない狂気アルトー」、小松和彦「牛若丸と「虎の巻」」、高山宏「ヘルメス、ザ・カード・メイカー」、徳丸吉彦「音楽の記号論」、高橋英夫「密閉空間について」）[2][9]。

## その他
- 大江健三郎の戯曲『 革命女性（レヴォリュショナリ・ウーマン）』は本誌に掲載された[10]。
- 筒井康隆のテリー・イーグルトンの『文学とは何か』を下敷きにした小説『文学部唯野教授』は本誌に連載された。